# Alpinia vittata
Espèce
Classification phylogénétique
Alpinia vittata est une espèce de plantes à fleurs du genre Alpinia et de la famille des Zingiberaceae. C'est une plante herbacée vivace originaire d'une région allant de l'Archipel Bismarck aux Îles Salomon.
Une première description en est faite en 1873 dans le Catalogue 83 du botaniste et distributeur de plantes rares William Bull (Bull's Establishment for New and Rare Plants), installé à Chelsea, King's road, Angleterre. 

## Description
Cette plante mesure jusqu'à 1 m de haut.
Ses feuilles oblongues de couleur vert foncé sont parcourues de larges rayures longitudinales blanches.

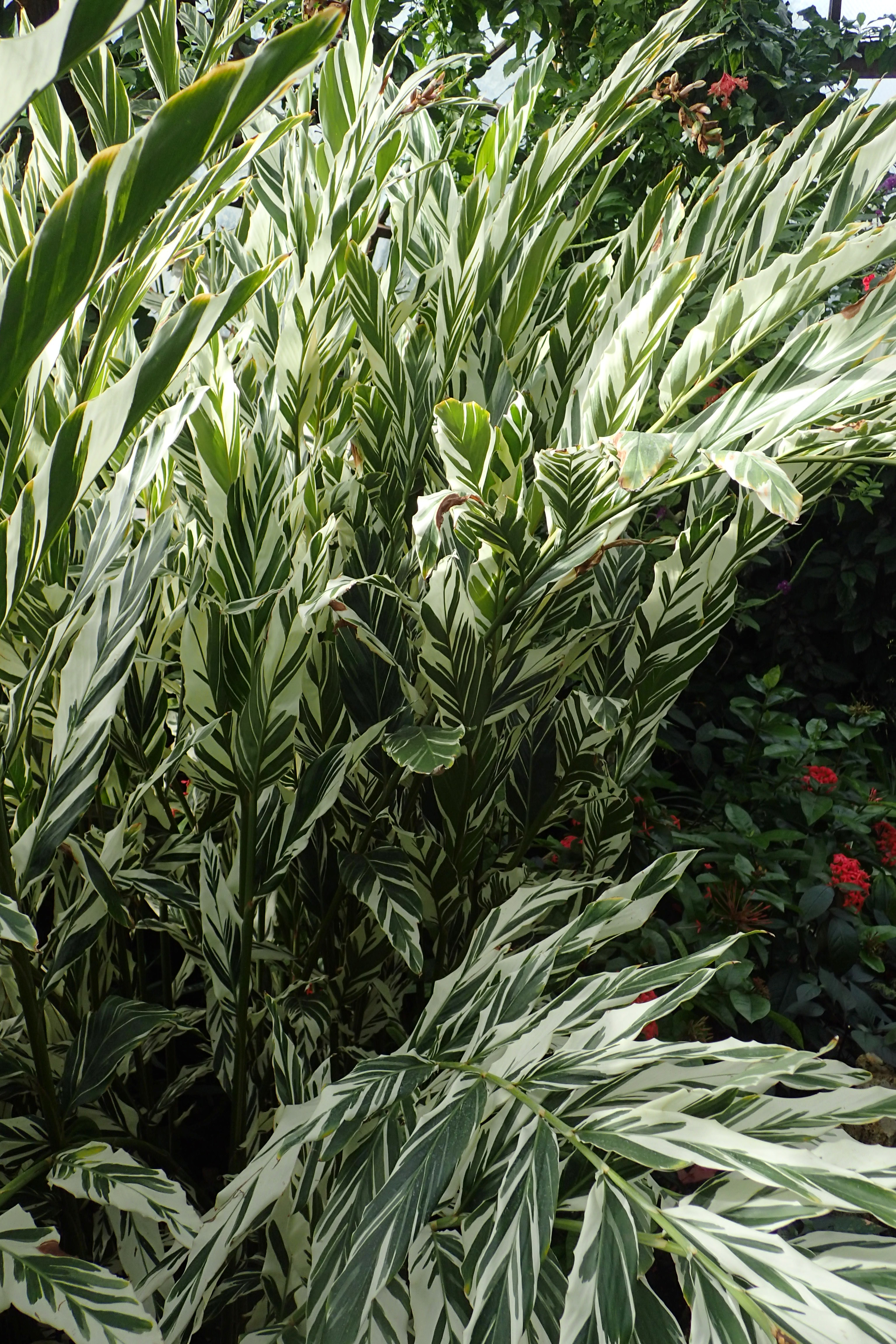
Feuilles.
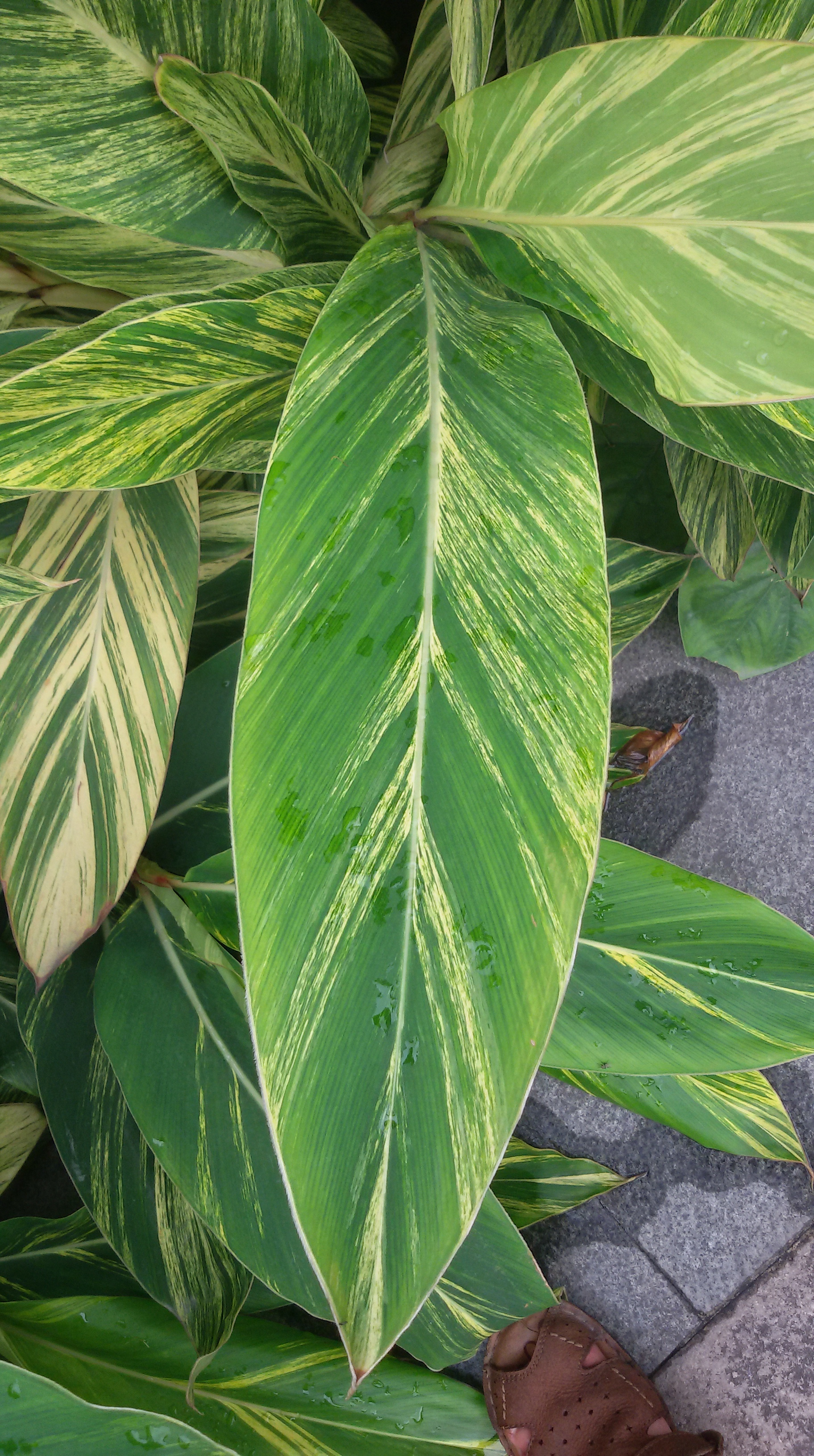
Feuilles.
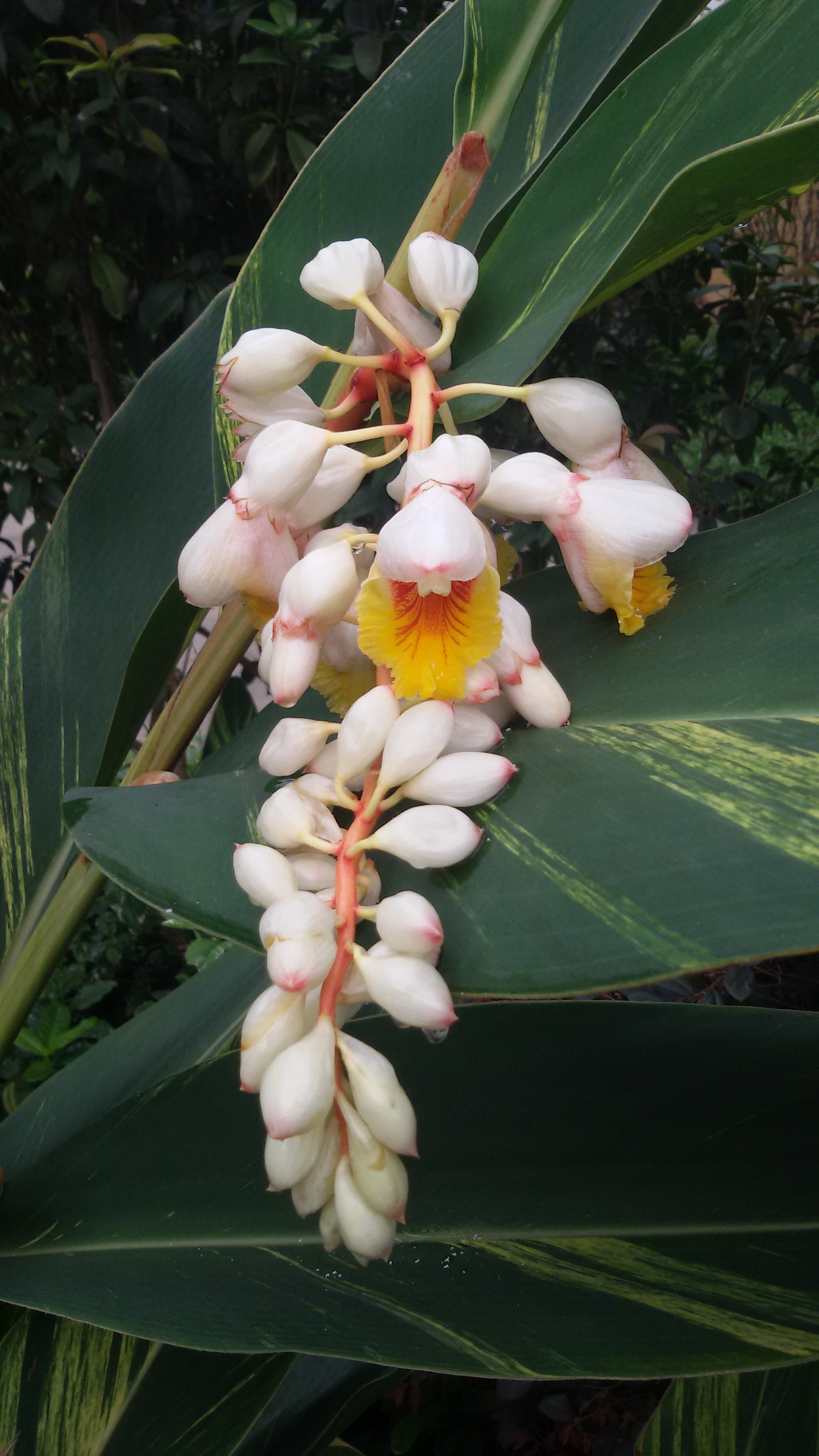
Fleurs.
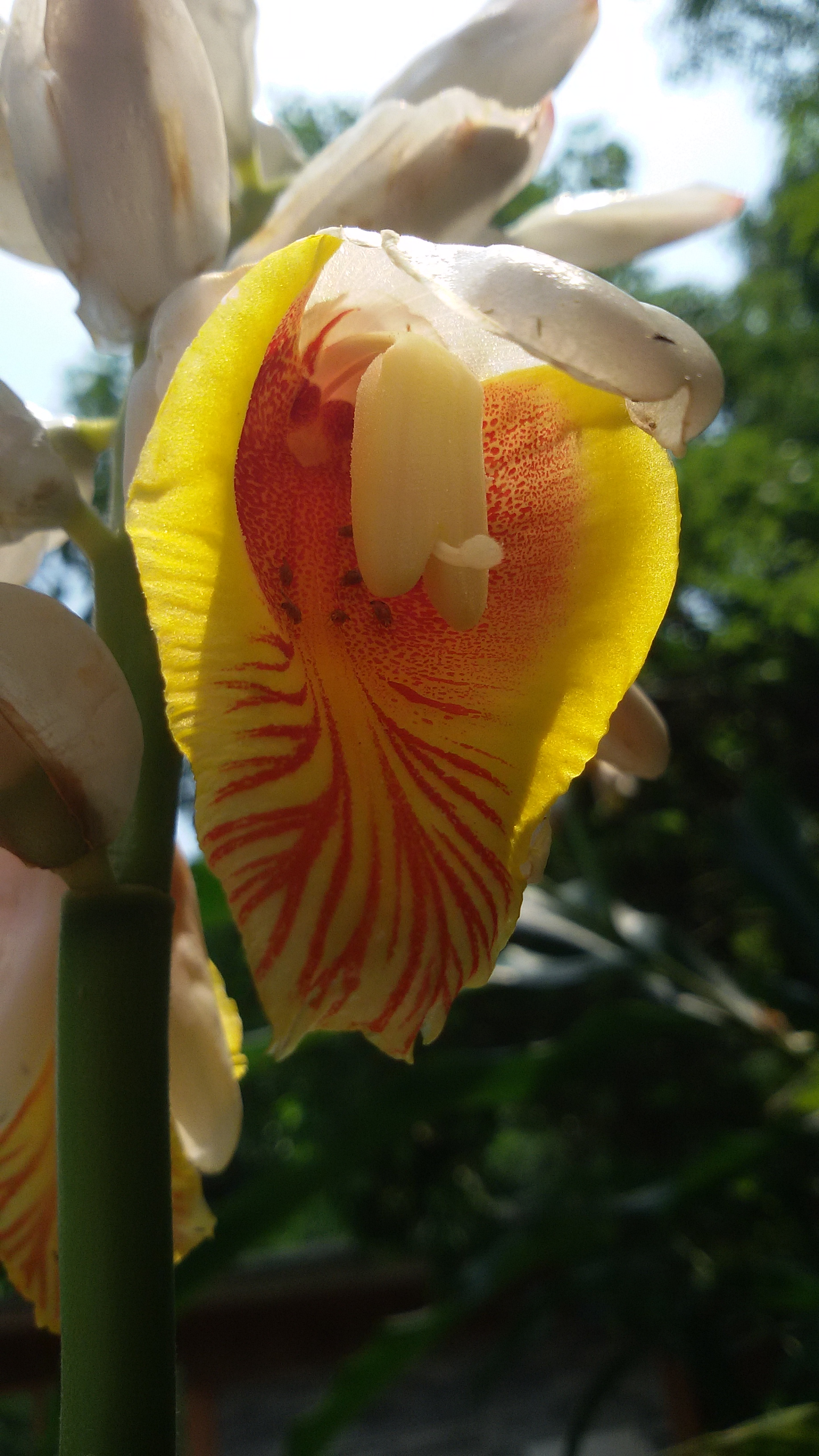
Fleur ouverte.

## Écologie
L'Alpinia vittata est originaire des îles du Pacifique.

## Synonymes
- Alpinia albolineata ?
- Alpinia sanderae Sander, (1903)
- Alpinia tricolor Sander, (1903)